# 马马顿河
马马顿河（英語：Marmaton River）是小欧塞奇河的一条支流，长约102-英里（164-），位于美国堪薩斯州东部和密蘇里州西部，属于密西西比河流域。

## 参看
- 堪萨斯州河流列表
- 密苏里州河流列表